# 向山昌利
向山 昌利（むこうやま まさとし、1975年5月20日 - ）は、日本の元ラグビー選手。現役引退後に同志社大学大学院スポーツ健康科学研究科修士課程修了 修士（スポーツ健康科学）、同志社大学大学院総合政策科学研究科博士後期課程 中退、びわこ学院大学大学教育福祉学部スポーツ教育学科講師を経て、流通経済大学スポーツ健康科学部 大学院 スポーツ健康科学研究科 准教授を経て、中央大学文学部　准教授

## プロフィール
- 熊本県出身[1]。
- ポジションはセンター(CTB)。
- 身長 182cm、体重 90kg
- 日本代表キャップは6。

## 略歴
1994年、熊本高校卒業後、同志社大学に入学する。
1997年、同志社大学ラグビー部の主将に就任した。
1998年、同志社大学卒業後、ワールド（現・ワールドファイティングブル）に加入。
2003年、NECグリーンロケッツに加入。
2009年、現役を引退した。